# Тайный сыск царя Гороха (книга)
«Тайный сыск царя Гороха» — первая книга Андрея Белянина из серии «Тайный сыск царя Гороха». Впервые издана в 1999 году. Принадлежит жанру иронического фэнтези-детектива.

## Предпосылки к созданию и описание
Роман написан в постсоветское время, когда в литературе и кинематографе сложился устойчивый стереотип людей в милицейских погонах. Милиционерам приписывали рэкет, коррупцию, крышевание преступников и бандитизм. Белянин же одним из первых в те годы представил читателю положительный образ сотрудника правоохранительных органов. Сам автор говорит об этом так:

Я осатанел от обилия чернушных детективов и всерьез позавидовал Глену Куку. Его частный детектив Гаррет так успешно, по-голливудски расправлялся с самыми запутанными делами, что мне вдруг стало обидно за державу. Первый роман о лукошкинской опергруппе писался на одном дыхании, я впервые почувствовал, что делаю что-то своё, что-то очень русское!

В романе использован вполне известный ход с перемещением главного героя во времени и пространстве (на этом сюжете основаны практически все книги Белянина). Однако, вопреки традициям, герой Белянина не пытается устроить государственный переворот или революцию, с целью утверждения себя у власти в новой реальности, а занимает скромную должность участкового при действующем царе.. При этом в романе нет ни закулисных интриг, ни затяжных мировых войн, а есть только суровые (с немалой долей юмора) служебные будни. Что примечательно, за роман «Тайный сыск царя Гороха» Андрей Белянин на Харьковском международном фестивале фантастики «Звёздный мост» в 2000 году был удостоен премии Харьковского национального университета внутренних дел МВД Украины с формулировкой «За правдивое отражение средствами фантастики работы сотрудников правоохранительных органов»

## Сюжет
Первое официальное «государственное» дело — кража сундука с червонцами и перстня с хризопразом из царской казны, которое проводит выходец из нашего мира, младший лейтенант милиции, Ивашов Никита Иванович, волею судеб попавший в Лукошкино (эдакий «стольный Киев», а скорее, Москва из русских народных сказок), из обычной на первый взгляд «уголовщины» быстро и внезапно перерастает в дело о государственной измене и иноземном заговоре. И только оперативная и чёткая работа «первого лукошкинского отделения милиции» предотвращает падение города от рук коварных шамаханов.

## Персонажи
- Никита Иванович Ивашов — младший лейтенант милиции, сыскной воевода при царе Горохе.
- Баба Яга — эксперт-криминалист опергруппы.
- Дмитрий Лобов — помощник Н. И. Ивашова.
- Царь Горох — царь Лукошкина.
- Афанасий Фёдорович Мышкин — боярин, начальник охраны государевой казны. В ходе расследования был пойман на воровстве, но в схватке с шамаханами доказал верность царю. В третьей книге выясняется, что он был отправлен в ссылку.
- Филимон Митрофанович Груздёв — думный дьяк. Весьма неприятный тип. Так же был пойман на воровстве, но доказал верность царю. Был прощён.
- Тюря — казначей. Жуликоват, любит давать взятки. Оказался шамаханским шпионом, чтобы его не разоблачили, инсценировал свою смерть. Однако Никита Иванович всё же его раскусил. Убит шамаханами.
- Кощей Бессмертный — главный злодей книги, лидер шамаханов.

## Издания
Роман неоднократно переиздавался. Первоначально был опубликован издательством «Альфа-книга» в 1999 году (под одной обложкой вышли два первых романа: «Тайный сыск царя Гороха» и «Заговор Чёрной Мессы»). Затем переиздавался практически каждый год (вплоть до 2008 года). С 2005 году «Альфа-книга» начала выпуск «Тайного сыска» в серии «Авторский сборник», где роман выходил под одной обложкой с другими произведениями цикла (в 2005 году — под одной обложкой вышли первые четыре, а в 2008 году — первые три романа цикла).
- Издательство «Альфа-книга»: «Тайный сыск царя Гороха» в серии «Фантастический боевик» (1999 год, 490 с., 17 000 экз., ISBN 5-763-21009-3).
- Издательство «Армада», «Альфа-книга»: «Тайный сыск царя Гороха» в серии «Юмористическая серия» (2000 год, 490 с., 10 000 экз. + доп. тираж 10 000 экз. от 17.09.2001[8], ISBN 978-5-992-20103-1 ISBN 5-763-21019-0).
- Издательство «Альфа-книга»: «Тайный сыск царя Гороха» в серии «Авторский сборник» (2005 год, 894 с., 8000 экз., ISBN 5-935-56488-2)
- Издательство «Альфа-книга»: «Опергруппа в Лукошкине» в серии «Авторский сборник» (2008 год, 640 с., 8000 экз., ISBN 978-5-992-20145-1).

С 2006 года роман был выпущен как аудиокнига (в формате MP3) издательством «Элитайл». А в 2010 году «Тайный сыск царя Гороха» был издан в Польше.